# 娜杰日达·克鲁普斯卡娅
娜杰日达·康斯坦丁诺芙娜·克鲁普斯卡娅（羅馬化：Nadezhda Konstantinovna Krupskaya；1869年2月26日—1939年2月27日），俄国布尔什维克革命家、政治家，弗拉基米尔·列宁的妻子。1929年—1939年，任苏俄教育人民委员会副委员。

## 早年生活

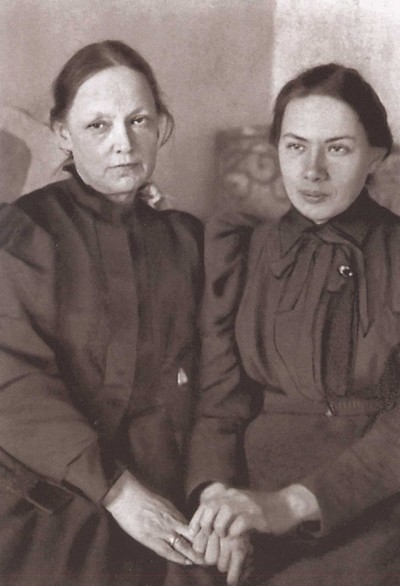
娜杰日达·克鲁普斯卡娅和母亲伊丽莎白·瓦西里耶芙娜（左）

克鲁普斯卡娅出生于上层社会，她的父亲康斯坦丁·克鲁普斯基是沙俄贵族、步兵军官，去波兰上任前与克鲁普斯卡娅的母亲结婚，她母亲也是贵族的女儿。其父服役六年后，被控“反俄”而失势，家庭陷入贫困。这种家庭背景影响了克鲁普斯卡娅后来的革命思想。她父亲死后母亲靠讲课赚钱养家。克鲁普斯卡娅也喜欢教育，她喜欢托尔斯泰的教育理论，强调教育中个人的发展和师生关系。她阅读了大量托尔斯泰的著作，包括有关改革的内容，深受其影响，穿着、家居都很朴素。她也参加了一些讨论组，讨论关于社会和改革的内容，在那里她接触到马克思主义，这在当时的俄国是被禁止的。

## 婚姻
在讨论组里，她认识了弗拉基米尔·列宁。列宁的口才给她留下了深刻印象。在列宁被捕后几个月，1896年10月，克鲁普斯卡娅也被捕，列宁被流放到西伯利亚前，通过克鲁普斯卡娅的母亲给了她一封情書，希望她说是自己的未婚妻，这样就可以一起去西伯利亚，1898年，因俄罗斯帝国当局要求，在西伯利亞结婚。克鲁普斯卡娅患有甲状腺肿，月经失调，这也许可以解释为何她和列宁没有子女。

## 政治生涯
1903年起，她为俄國社會民主工黨工作，在政治上也十分活躍，不過較少直接參與實際政務。

## 逝世
1939年，克鲁普斯卡娅因患上急性阑尾炎，医治无效逝世。其骨灰由约瑟夫·斯大林亲捧安葬于列宁墓附近。